# Hysterocrates affinis
Hysterocrates affinis é uma espécie de aranha pertencente à família Theraphosidae (tarântulas).